# Salar de Michincha
El salar de Michincha es un depósito de sales sedimentadas en un lago ubicado en la alta cordillera de los Andes de la Región de Tarapacá. Colinda al norte con la cuenca del salar de Coposa y al sur con la del río Loa, su límite oriental es a su vez la frontera internacional.: 7 

## Hidrología
Sus características morfométricas y climatológicas más relevantes son:: I-129 
- altura: 4125 m
- superficie de la cuenca: 282 km²
- superficie del salar: 2,5 km²
- superficie de la laguna 0,2 – 1 km²
- precipitaciones: 200 mm/año
- evaporación potencial: 1620 mm/año
- temperatura media: 3,5 °C

Las afluentes provienen de las quebradas que en la época de lluvias desaguan en la Pampa Pabellón y a los Carcanales de Ujina y de Michincha. Las laderas de los cerros Michincha, Alconcha y Yarbicovita son las que más aportan.: 7 
Se considera que existe una transferencia subterránea de aguas desde el salar de Michincha hacia el salar de Coposa y desde este al salar de Empexa.: 39 